# Радила
Радила или Радела (на гръцки: Οδηγήτρια, Одигитрия, до 1926 година Ραδέλα, Радела) е село в Република Гърция, Егейска Македония, дем Синтика на област Централна Македония.